# حاتم باشات
اللواء حاتم مصطفى باشات ، ولد في القاهرة مواليد 1955 ، حاصل علي بكالوريوس العلوم العسكرية من الكلية الحربية ، وشارك في حرب أكتوبر، عضو مجلس النواب المصري عن حزب المصريين الأحرار عن دائرة الزيتون والاميرية ، وكان يشغل سابقا وكيل جهاز المخابرات المصرية ، وتولي قنصل عاماً مصريا في العديد من الدول الأفريقية والأوروبية أبرزهم السودان و ايرلندا ويشغل أيضاً منصب نائب رئيس نادي هليوبوليس. انضم مؤخراً لحزب الجبهة الوطنية 

## الأوسمة والنياشين
- وسام الجمهورية من الطبقة الثانية.
- وسام الخدمة الطويلة من جهاز المخابرات العامة المصرية
- وسام التميز من جهاز المخابرات العامة المصرية